# Pseudoshirakia flava
Pseudoshirakia flava är en stekelart som beskrevs av Wang och Chen 2006. Pseudoshirakia flava ingår i släktet Pseudoshirakia och familjen bracksteklar. Inga underarter finns listade i Catalogue of Life.